# Armorial des localités de Hongrie/L
Cette page donne les armoiries des localités de Hongrie, commençant par la lettre L.

## Lo-Ló-Lö-Lő

Lőkösháza